# Pariser Psalter

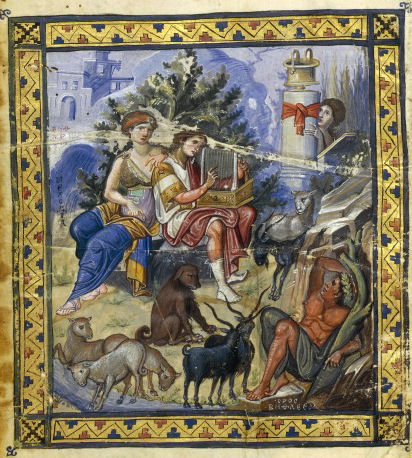
König David beim Harfenspiel mit einer Allegorie der Melodie (fol. 1^{v})

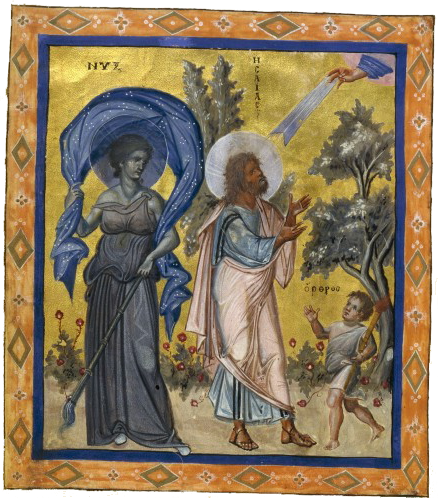
Der Prophet Jesaja und Nyx, die Nacht (fol. 435^{v})

Der Pariser Psalter (auch Codex Parisianus, Bibliothèque Nationale de France, Paris, MS gr. 139) ist eine illuminierte byzantinische Handschrift mit 449 Folia und 14 ganzseitigen Miniaturen aus der Mitte des 10. Jahrhunderts. Die Prachthandschrift ist eines der Hauptdokumente der antikisierenden Buchmalerei aus der Zeit der Makedonischen Renaissance in der Byzantinischen Kunst.

## Geschichte
Der Pariser Psalter gehört zu der so genannten „aristokratischen Gruppe“ byzantinischer Psalter, die sich durch ihre Vollbilder von den nur mit Randminiaturen versehenen „mönchischen“ Psaltern unterscheiden. Die meisten Experten des 19. Jahrhunderts datierten die Miniaturen des Pariser Psalter auf die Zeit Justinians I., da sie sich in ihrer Ausführung deutlich in der hellenistischen Tradition befinden und im Gegensatz zu der damaligen allgemeinen Auffassung über die byzantinische Kunst des Mittelalters standen. Die Byzantisten Hugo Buchthal und Kurt Weitzmann haben jedoch schlüssig nachgewiesen, dass der Pariser Psalter im 10. Jahrhundert entstand. Die Handschrift befindet sich in der Bibliothèque nationale de France in Paris.

## Beschreibung
Der Codex hat eine Breite von 37 cm und eine Höhe von 26,5 cm.
Die bekannteste Miniatur zeigt David, Harfe spielend an der Seite einer Allegorie der Melodie (fol. 1v). David sitzt in einem prächtigen kurzen Gewand, in natürlicher und freier Pose vor dem Betrachter. Genauso ungezwungen auf seine Schulter gelehnt, verkörpert die Melodie die sinnliche Anmut der Antike. Von ihrer linken Schulter ist der Peplos heruntergerutscht und enthüllt die Brust der Schönheit, deren Formen das Ideal des vollkommenen Körpers darstellen. Um dieses Paar gruppieren sich verschiedene wilde Tiere, die Davids Musik lauschen, sowie die Oreade Echo und eine männliche Figur, die die Stadt Betlehem symbolisiert. Vorbild für diese Darstellung war wahrscheinlich eine griechisch-römische Wandmalerei aus dem 3. oder 4. Jahrhundert, die den Sänger Orpheus zeigte, der alle Welt durch den Zauber seiner Musik betörte.
Der oder die unbekannten Illuminatoren machten regen Gebrauch von dem Stilmittel der Allegorie. Neben der Melodie auf dem ersten Blatt findet man auf fol. 2v eine weibliche allegorische Figur der Kraft an der Seite Davids, der mit dem Löwen kämpft und auf fol. 3v eine ebenfalls weibliche Personifikation der Sanftmut bei der Salbung Davids durch Samuel (fol. 3v). Die erotische Darstellung der Sanftmut belegt, dass diese kostbare Handschrift weniger dem liturgischen Gebrauch, sondern eher der Inszenierung demonstrativen Lebensgenusses und der privaten Repräsentation des hochrangigen Auftraggebers diente.
Auf fol. 419v begleiten Personifikationen der Nacht, der Wüste, des Abgrunds und des Roten Meeres Mose bei der Durchquerung des Schilfmeeres (Ex 14,21 ).
Der Einfluss der hellenistischen Kunst, ob bei der Auswahl der Figuren (Nymphen und Allegorien) oder bei ihrer Ausführung, wird auf den meisten Blättern deutlich. Ein Beispiel ist fol. 435v. Auf dieser ganzseitigen Miniatur umgeben die Nacht und die Morgenröte – dargestellt als das Kind Orthros – allegorisch den Propheten Jesaja. Die Nyx hält ein mit silbernen Sternen besätes Tuch über dem Kopf und in der linken Hand eine gesenkte Fackel. Da sie die Nacht verkörpert, sind sowohl ihr Gesicht als auch ihre Kleidung blaugrau gefärbt. Auch ihre Darstellung folgt den hellenistischen Konventionen. Eine Hand in den Wolken formt das Christusmonogramm Chi und Rho, die ersten beiden Buchstaben des griechischen Wortes Christus, als Zeichen des Segens. Die Miniatur ist die Illustration der Weissagung eines endzeitlichen Heilsbringers durch Jesaja – am Ende der Nacht und am Beginn eines neuen Morgens oder am Ende des einen Zeitalters und am Anfang eines neuen Zeitalters. Die entsprechende Bibelstelle lautet: „Das Volk, das im Dunkel lebt, sieht ein helles Licht; über denen, die im Land der Finsternis wohnen, strahlt ein Licht auf.“ (Jes 9,1 )